# كريم كركار
كريم كركار (ولد في 3 يناير 1977 في جيفور، رون، فرنسا) هو لاعب كرة قدم جزائري دولي سابق لعب في آخر مسيرته الرياضية لصالح نادي عجمان في دوري الخليج العربي.

## الحياة الشخصية
ولد كركار لأسرة من المهاجرين الجزائريين في مدينة جيفور في فرنسا. هو الأخ الأكبر للاعب وسط تشارلتون أثلتيك سليم كركار ومهاجم بوسيسيون فريد كركار.

## المسيرة الرياضية
بدأ كركار المولود في فرنسا والذي يمثل الجزائر على المستوى الدولي مسيرته الرياضية مع نادي غويونيون قبل أن يقضي ثلاث سنوات مع نادي لوهافر. في عام 2002 حاول كركار حظه مع مانشستر سيتي لكنه فشل في اللعب في فترة ثلاثة أشهر وانتقل إلى نادي السيلية القطري. عاد كركار إلى بريطانيا عام 2004 حيث أمضى شهرًا مع نادي كلايد الاسكتلندي وبسبب أدائه العالي المستوى انتقل إلى دندي يونايتد. في نهاية عام 2004 قرر كركار مواصلة مسيرته في مكان آخر وانتقل إلى الإمارات العربية المتحدة مع نادي دبي قبل الانتقال بسرعة إلى نادي الوحدة. أمضى كركار أسبوعين مع نادي سانت ميرين في سبتمبر 2007 ووافق بعد ذلك على عقد ثم تراجع بعد ذلك بأربع وعشرين ساعة مما جعل المدرب غوس ماكفيرسون يعلن أنه «محبط وخائب الأمل». نصح ماكفيرسون كركار بأن يوضح مشاعر النادي فيما يتعلق بهذا الأمر مع تعاسة المدرب عندما خسر سانت ميرين 2-0 في اليوم التالي من قبل نادي كركار السابق دندي يونايتد. خضع كركار لفترة تجربة في نادي سانت جونستون في الشهر السابق وتراجع أيضا عن وعده بالانضمام إلى النادي.
عاد كركار إلى ناديه السابق دبي في أوائل عام 2008.
في 14 يونيو 2011 وقع كركار عقدًا لمدة عام واحد مع نادي عجمان. في 16 أكتوبر 2011 لعب لأول مرة في الدوري مع النادي في الأسبوع الأول من موسم الدوري الإماراتي للمحترفين 2011–12.

## الإنجازات
- الإمارات
  - كأس رئيس دولة الإمارات (1): 2009-10
  - كأس السوبر الإماراتي (1): 2010